# 都市対抗野球大会 (山梨県勢)
本項は、都市対抗野球大会における山梨県勢の戦績についてまとめたものである。

## 概略
- 山梨県は関東地区、関東・甲信地区に属した後、静岡県とともに山静地区を構成し、その後南関東地区に属し、現在では神奈川県と西関東地区を構成している。
- 山梨県勢はいずれの地区に割り当てられた時期も強豪チームと予選で対戦することから、いまだ本大会に出場経験がない（クラブチームの活動は盛んで、山梨球友クラブは全日本クラブ野球選手権大会の優勝経験がある）。47都道府県の中で他に出場経験がないのは福井県、島根県。

## 通算成績
（第91回大会まで。中止となった第15回大会を除く）
- 延べ出場回数　なし
- 優勝回数　なし
- 準優勝回数　なし
- 通算勝敗　－